# Klaus Pilling
Klaus Pilling (* 5. Dezember 1964) ist ein ehemaliger deutscher Basketballspieler.

## Laufbahn
Pilling, ein zwei Meter messender Flügelspieler, rückte 1981 aus dem Nachwuchs in die Zweitliga-Mannschaft des 1. FC Bamberg auf und schaffte mit ihr in seinem ersten Jahr den Aufstieg in die Basketball-Bundesliga. In der Saison 1982/83 stieg er mit Bamberg gleich wieder aus der höchsten deutschen Spielklasse ab, um 1983/84 in die Bundesliga zurückzukehren.
Später spielte Pilling für den 1. FC Baunach, TSV Breitengüßbach sowie Falke Nürnberg in der zweiten Liga. Weitere Stationen waren der TV 1877 Lauf in der 2. Regionalliga sowie aushilfsweise im Alter von 46 Jahren während der Saison 2011/12 der Regionalligist VfL Treuchtlingen.
Als Trainer betreute Pilling unter anderem den Zweitligisten Nürnberg, TTL Bamberg und den TV Lauf in der 2. Regionalliga.